# Любов Логіка Помста
«Любов Логіка Помста» (тур. Aşk Mantık İntikam) — романтичний комедійний турецький телесеріал 2021-2022 рр.
Перший епізод якого вийшов в ефір 18 червня 2021 року. 
Головні ролі в серіалі виконують Бурджу Озберк та Ільхан Шен. Серіал адаптований за мотивами південнокорейської драми Cunning Single Lady.

## Сюжет
Пара розлучається після кількох років шлюбу. Після цього чоловік раптово стає багатим, і життя знову змінюється, коли з ним починає працювати колишня дружина.

## Актори та ролі
| Актор               | Роль               |
| ------------------- | ------------------ |
| Бурджу Озберк       | Есра Ертен Корфалі |
| Ільхан Шен          | Озан Корфалі       |
| Бурак Йорук         | Чинар              |
| Меліса Денгель      | Чагла              |
| Мехмет Корхан Фірат | Екрем Ертен (Еко)  |
| Гюнай Караджаоглу   | Зумрут Корфалі     |
| Зейнеп Канконде     | Менекше Ертен      |
| Сулейман Атанісев   | Ялчин Ертен        |
| Серен Коч           | Еліф Корфалі Ертен |
| Шукру Турен         | Назім Аккая        |
| Севда Баш           | Зейнеп (Зейно)     |
| Гозде Дуру          | Гайє               |
| Пелін Будак         | -                  |
| Емір Гюлер          | Атлас Корфалі      |

## Сезони
| Сезон          | Епізоди | Епізоди | Оригінальний показ | Оригінальний показ | Оригінальний показ |
| Сезон          | Епізоди | Епізоди | Перший показ       | Останній показ     | Мережа             |
| -------------- | ------- | ------- | ------------------ | ------------------ | ------------------ |
| Сезон 1 (2022) | 42      | 42      | 18 червня 2021     | 22 квітня 2022     | kanal FOX          |

## Рейтинг серіалу
| Серія    | Рейтинг (TOTAL) | Рейтинг (AB) | Рейтинг (ABC1) |
| -------- | --------------- | ------------ | -------------- |
| 1        | 3.21            | 2.99         | 3.34           |
| 2        | 4.61            | 4.58         | 5.10           |
| 3        | 5.36            | 4.39         | 4.85           |
| 4        | 5.20            | 4.10         | 4.73           |
| 5        | 5.27            | 4.60         | 5.07           |
| 6        | 4.82            | 3.73         | 4.71           |
| 7.       | 4.20            | 3.00         | 3.56           |
| 8        | 4.90            | 3.01         | 4.10           |
| 9        | 5.41            | 4.03         | 4.75           |
| 10       | 5.15            | 4.15         | 4.62           |
| 11       | 6.41            | 4.09         | 5.72           |
| 12       | 6.38            | 5.29         | 6.10           |
| 13       | 6.46            | 4.42         | 5.91           |
| 14       | 6.10            | 3.91         | 5.87           |
| 15       | 5.32            | 3.72         | 4.88           |
| 16       | 5.84            | 3.57         | 5.14           |
| 17       | 4.54            | 2.82         | 4.36           |
| 18       | 5.80            | 4.55         | 5.63           |
| 19       | 5.10            | 4.19         | 4.97           |
| 20       | 4.73            | 3.44         | 4.93           |
| 21       | 5.46            | 3.57         | 4.39           |
| 22       | 5.67            | 3.31         | 4.81           |
| 23       | 4.96            | 3.23         | 4.53           |
| 24       | 5.35            | 4.17         | 4.98           |
| 25       | 4.40            | 2.82         | 4.50           |
| 26       | 4.00            | 2.94         | 4.38           |
| 27       | 3.86            | 2.78         | 3.70           |
| 28       | 4.33            | 2.99         | 4.15           |
| 29       | 4.14            | 3.05         | 3.84           |
| 30       | 3.50            | 2.51         | 3.57           |
| 31       | 3.66            | 2.80         | 3.26           |
| 32       | 3.51            | 3.19         | 3.76           |
| 33       | 3.85            | 3.34         | 4.27           |
| 34       | 3.25            | 2.22         | 3.33           |
| 35       | 3.62            | 3.23         | 3.17           |
| 36       | 3.56            | 3.12         | 3.28           |
| 37       | 3.36            | 3.22         | 3.32           |
| 38       | 2.91            | 2.40         | 2.72           |
| 39       | 2.51            | 1.99         | 2.36           |
| 40       | 2.89            | 2.74         | 2.55           |
| 41       | 2.58            | 2.01         | 2.01           |
| 42 фінал | 2.61            | 2.38         | 2.41           |

## Нагороди
| Нагороди | Нагороди                     | Нагороди                                | Нагороди                    | Нагороди  |
| Рік      | Премія                       | Категорія                               | Номінант                    | Результат |
| -------- | ---------------------------- | --------------------------------------- | --------------------------- | --------- |
| 2021 рік | 47. Премія «Золотий метелик» | Найкращий романтичний комедійний серіал | Любов Логіка Помста         | Номінація |
| 2021 рік | 47. Премія «Золотий метелик» | Найкраща акторка романтичної комедії    | Бурджу Озберк               | Номінація |
| 2021 рік | 47. Премія «Золотий метелик» | Найкраща акторка романтичної комедії    | Меліса Денгель              | Номінація |
| 2021 рік | 47. Премія «Золотий метелик» | Кращий актор романтичної комедії        | Ільхан Шен                  | Номінація |
| 2021 рік | 47. Премія «Золотий метелик» | Кращий актор романтичної комедії        | Бурак Йорук                 | Номінація |
| 2021 рік | 47. Премія «Золотий метелик» | Найкраща пара серіалу                   | Бурджу Озберк та Ільхан Шен | Номінація |
| 2021 рік | 25 Нагорода «Золота лінза».  | Романтичний комедійний серіал року      | Любов Логіка Помста         | Перемога  |
| 2021 рік | 25 Нагорода «Золота лінза».  | Актор року романтичної комедії, чоловік | Ільхан Шен                  | Перемога  |
| 2021 рік | 25 Нагорода «Золота лінза».  | Актор року романтичної комедії          | Бурджу Озберк               | Перемога  |
| 2022 рік | 48. Премія «Золотий метелик» | Найкращий романтичний комедійний серіал | Любов Логіка Помста         | Перемога  |